# Regierung Korvald
Die Regierung Korvald wurde in Norwegen am 18. Oktober 1972 durch Lars Korvald von der Kristelig Folkeparti gebildet und bestand bis zum 16. Oktober 1973. Korvald löste als Ministerpräsident die erste Regierung von Trygve Bratteli ab, nachdem dieser mit seiner ausschließlich aus Ministern der Arbeiderpartiet bestehenden Minderheitsregierung zurückgetreten war, da die Volksabstimmung über einen Beitritt Norwegens zur Europäischen Wirtschaftsgemeinschaft (EWG) negativ ausgefallen war.
Die Regierung Korvald war ebenfalls eine Minderheitsregierung, die aus Kristelig Folkeparti, Senterpartiet und Venstre bestand. Im Storting verfügte die Regierungskoalition allerdings nur über 47 der 150 Mandate, wurde aber von der konservativen Høyre toleriert und die zwischen 1965 und 1971 an der Regierung Borten beteiligt war. Gegen die einseitig europaskeptische Ausrichtung der Regierung Korvald rebellierte jedoch bald die Mehrheit der Venstre-Abgeordneten. Auf einem Parteitag spalteten sie den Europaflügel ab und gründeten Det nye Folkeparti, die 1973 zur Wahl antrat.
Bei der Parlamentswahl vom 10. September 1973 erlitt die Regierungskoalition daraufhin eine Niederlage und bekam nur noch 43 Sitze. Zwar musste auch Brattelis Arbeiderpartiet eine empfindliche Niederlage hinnehmen und verlor 12 ihrer 74 Mandate. Allerdings errang der aus der Sosialistisk Folkeparti hervorgegangene Sosialistisk Valgforbund 16 Mandate und stützte nach der Wahl die am 16. Oktober 1973 von Bratteli gebildete Regierung.

## Minister
| Ressort                    | Minister                                    | Partei                      |
| -------------------------- | ------------------------------------------- | --------------------------- |
| Ministerpräsident          | Lars Korvald                                | Kristelig Folkeparti        |
| Äußeres                    | Dagfinn Vårvik                              | Senterpartiet               |
| Landwirtschaft             | Einar Moxnes                                | Senterpartiet               |
| Handel und Schifffahrt     | Hallvard Eika                               | Venstre                     |
| Justiz und Polizei         | Petter Mørch Koren                          | Kristelig Folkeparti        |
| Kirchen und Unterricht     | Anton Skulberg                              | Senterpartiet               |
| Kommunen und Arbeit        | Johan Skipnes                               | Kristelig Folkeparti        |
| Industrie                  | Ola Skjåk Bræk                              | Venstre                     |
| Verkehr und Kommunikation  | John Austrheim                              | Senterpartiet               |
| Umwelt                     | Trygve Haugeland 5. März 1973 Helga Gitmark | Senterpartiet Senterpartiet |
| Soziales                   | Bergfrid Fjose                              | Kristelig Folkeparti        |
| Verbraucher und Verwaltung | Eva Kolstad                                 | Venstre                     |
| Fischerei                  | Trygve Olsen                                | Senterpartiet               |
| Finanzen und Zölle         | Jon Ola Norbom                              | Venstre                     |
| Verteidigung               | Johan Kleppe                                | Venstre                     |